# Octopus Group
Octopus Group est un fonds d’investissement international sis à Londres, fondé le 19 avril 2000. 
Il possède diverses filiales, des fournisseurs d’énergie spécialisés dans les énergies renouvelables

## Histoire
En janvier 2022, Plüm Énergie est rachetée par Octopus Energy,.
En octobre 2022, Octopus Energy annonce l'acquisition de Bulb Energy, en situation de faillite
En décembre 2022, Octopus Energy prend une participation dans FF New Energy Ventures, une entreprise espagnole dans les énergies renouvelables.

## Implantations
Octopus Group a des filiales en France, en Allemagne, en Italie, en Espagne, en Australie, au Japon, en Nouvelle-Zélande et aux États-Unis.